# Pamir-Alái
La cordillera del Pamir-Alái (en ruso: Памиро-Алай, Pamiro-Alái) es un sistema montañoso de sudeste de Asia Central. Ubicada en el territorio de Tayikistán, Kirguistán (en el suroeste), Uzbekistán (en el oeste) y Turkmenistán (en el suroeste). Los extremos oriental y meridional se extienden hasta China y Afganistán.

## Características
El Pamir-Alái se extiende de oeste a este a lo largo de 900 km, de norte a sur, 400 km. Está formado por cadenas montañosas y tierras altas entre el Valle de Ferganá en el norte y el curso superior del Amu Daria en el sur. Pamir-Alái incluye tres partes heterogéneas: el Pamir, Hisori-Alái y la depresión tayika.
Las cordilleras del norte del Pamir-Alái son las montañas Alái y la cordillera de Turquestán, que limitan con el valle de Ferganá desde el sur. Desde la línea de estas crestas en el área del sistema montañoso Matcha (altitud de más de 5600 m) parte la cordillera Zeravshan, que se extiende hacia el oeste al sur del Zeravshan. Estas tres cordilleras se caracterizan por sierras irregulares, picos afilados y accidentes geográficos alpinos-glaciales. La poderosa cordillera de Hisor se extiende desde las cumbres de la cordillera Zeravshan hacia el sur.
Al sur de la cordillera de Hisor se encuentra la depresión de Tayikistán, en la que hay muchas cordilleras plegadas relativamente bajas, que se extienden de noreste a suroeste y de sur-suroeste, de planta ligeramente curvada y convexas hacia el noroeste.
El Pamir-Alái es la mayor zona de glaciación de montaña: hay más de 10.600 glaciares en una superficie de 9.820 km².